# Settlement (Finanzwesen)
Der Anglizismus Settlement (englisch für „Erfüllung“) steht im Finanzwesen für die gegenseitige Erfüllung von Kassa- und Termingeschäften, die in der Lieferung des Basiswerts durch den Verkäufer und der Bezahlung als Gegenleistung durch den Käufer besteht.

## Allgemeines
Das Settlement ist mit einem Kaufvertrag vergleichbar, bei dem es Zug um Zug zum beiderseitigen Austausch von Ware und Geld kommt. Ein Risiko, dass der Käufer trotz seiner Bezahlung die Ware nicht erhält oder der Verkäufer die Ware übergeben hat ohne gleichzeitige Bezahlung, ist beim Präsenzkauf über die Ladentheke nicht vorhanden. Anders verhält es sich beim Versendungskauf, bei dem eine örtliche Distanz zwischen Käufer und Verkäufer für die Gefahr sorgt, dass die Ware während des Transports beschädigt wird, untergeht oder gar nicht geliefert wird und der Käufer bereits bezahlt hat und umgekehrt. In beiden Fällen gewährt entweder der Käufer einen ungeplanten Kundenkredit oder der Verkäufer entsprechend einen ungewollten Lieferantenkredit. Hierbei handelt es sich um Vorleistungen, die mit einem Vorleistungsrisiko verbunden sind.

## Geschichte
Spätestens seit dem Konkurs der Herstatt-Bank am 24. Juni 1974 um 15:30 Uhr MEZ ist im Finanzwesen und speziell im Interbankenhandel die gegenseitige Erfüllung von Kassa- und Termingeschäften thematisiert. An diesem Tag hatten mehrere Gegenparteien des Instituts größere, unwiderrufliche DM-Zahlungen an die Herstatt-Bank geleistet, aber noch keine entsprechenden US-Dollar-Zahlungen erhalten, da die US-Finanzmärkte gerade erst geöffnet hatten. Die Herstatt-Schließung löste eine Kettenreaktion aus, die Störungen der Zahlungsverkehrs- und Abrechnungssysteme zur Folge hatte. Die New Yorker Korrespondenzbank des Instituts (Chase Manhattan Bank) setzte sämtliche vom Herstatt-Konto zu leistenden US-Dollar-Zahlungen aus. Dadurch entstanden den Banken, die zuvor an diesem Tag DM-Zahlungen an das Bankhaus Herstatt veranlasst hatten, offene Risikopositionen in der Höhe der geleisteten Zahlungen. Die Schließung des Bankhauses Herstatt war der erste und spektakulärste Fall eines Bankzusammenbruchs, bei dem nicht vollständig abgewickelte Devisenhandelstransaktionen zu schwerwiegenden Problemen bei den Zahlungsverkehrs- und Abrechnungssystemen führten.
Im Februar 1990 kam es durch den Zusammenbruch der Bankengruppe Drexel Burnham Lambert, deren Londoner Tochtergesellschaft Drexel Burnham Lambert Trading an den Devisen- und Goldmärkten aktiv gewesen war, zu Problemen. Im Juli 1991 hatte die Liquidation der Bank of Credit and Commerce International für britische und japanische Gegenparteien des Instituts Kapitalverluste im Devisengeschäft zur Folge. Zum Zeitpunkt des versuchten Staatsstreichs in der Sowjetunion im August 1991 beeinträchtigten Unsicherheiten über einige Finanzinstitute, die ihren Sitz in der Sowjetunion hatten oder im Eigentum sowjetischer Institute standen, die Funktion der Systeme. Der Zusammenbruch der Barings Bank im Februar 1995 verursachte Schwierigkeiten beim ECU-Clearing. Der Konkurs von Lehman Brothers im September 2008 erreichte die bisher höchsten Dimensionen des Erfüllungsrisikos. Dieses Risiko traf insbesondere die deutsche KfW, die am 15. September 2008 aus einem Devisenswap rund 319 Millionen Euro an Lehman Brothers überwies, als deren Konkurs bereits bekannt war. Die fällige Gegenleistung von Lehman Brothers über 500 Millionen US-Dollar blieb aus und musste von der KfW als Verlust verbucht werden. Im Dezember 2009 rechnete die KfW mit einem Guthaben von Lehman Brothers bei der Bundesschuldenverwaltung über rund 200 Millionen Euro auf, so dass sich der Verlust auf etwa 119 Millionen Euro verminderte.

## Erfüllungsrisiko

### Allgemein
Ökonomische Austauschbeziehungen sind regelmäßig durch das Auftreten von Zeitverzögerungen (englisch time lags) bei der Abwicklung geprägt. Die wesentliche Abwicklungsverzögerung entsteht durch die häufig nicht simultan erfolgende Abwicklung von Zahlungs- und Lieferungsteil einer Transaktion, der so genannten asynchronen Abwicklung. Dabei gibt es bei internationaler Abwicklung zwei Arten der Zeitverzögerung:
- Zeitverzögerung durch nicht zeitgleiche Verbuchung bei den Kontrahenten und
- Zeitverzögerung durch zwar zeitgleiche Verbuchung bei den Kontrahenten, die aber ihren Sitz in verschiedenen Zeitzonen haben.

Weil sich die Betriebszeiten der Zahlungsverkehrssysteme in den großen Devisenhandelszentren – London, New York, Frankfurt und Tokio – nicht vollständig decken, wird ein großer Teil der Devisengeschäfte außerhalb der Geschäftszeit einer der Gegenparteien durchgeführt. Diese Zeitverzögerungen bilden die Hauptursachen für die Entstehung der Risikokategorien Bonitäts- und Liquiditätsrisiko. Das Bonitätsrisiko ist die Gefahr, dass eine Gegenpartei ihre Verpflichtung weder bei Fälligkeit noch zu einem späteren Zeitpunkt erfüllt. Ein Liquiditätsrisiko besteht, weil es möglich ist, dass ein Kontrahent bei Fälligkeit oder danach nicht in der Lage ist, seine Verpflichtung in voller Höhe zu erfüllen, die eigene Zahlung jedoch geleistet worden ist. Eine wichtige Quelle von Liquiditätsrisiken ist das operationelle Risiko. Bei der Zahlungsabwicklung besteht dieses Risiko insofern, als eine Zahlung aufgrund eines technischen oder menschlichen Versagens fehlgeleitet werden kann oder nicht rechtzeitig zustande kommt. Das Abwicklungsrisiko („Settlement risk“) ist der Oberbegriff für die Gefahren, dass die Abwicklung in einem Zahlungsverkehrssystem oder Wertaustauschsystem nicht wie erwartet erfolgt.

### Speziell im Bankwesen
Ein gegenseitiges Erfüllungsrisiko besteht im Bankwesen nur dann nicht, wenn die Leistungen zum selben Zeitpunkt stattfinden und jeder Kontrahent in Kenntnis der gleichzeitigen Gegenleistung des anderen Kontrahenten leistet. Sobald zwischen den Leistungen jedoch ein Zeitraum von zwei Tagen oder mehr liegt, entsteht die Gefahr der Insolvenz des Kontrahenten. Bei Kassageschäften sind beide Kontrahenten verpflichtet, zwei Handelstage nach Geschäftsabschluss beiderseitig zu erfüllen. Ausnahme ist das Abwicklungsschema Erfüllung am gleichen Tag (englisch same day settlement), bei dem die Erfüllung am Tag des Geschäftsabschlusses erfolgt. Dieses Abwicklungsschema ist nur für beschleunigte zeitkritische Zahlungstransaktionen (beispielsweise eilige SEPA-Zahlungen) vorgesehen.
Am Tag des Geschäftsabschlusses (Handelstag, englisch trade date) besteht beim Kassageschäft für jeden Kontrahenten zunächst ein Abwicklungsrisiko, solange beide Vertragspartner noch nicht geleistet haben, obwohl sie zur Leistung verpflichtet sind. Am Erfüllungstag (englisch settlement date) zahlt im Normalfall der Käufer den Kaufpreis (englisch cash settlement) und der Verkäufer liefert den Basiswert (englisch physical settlement). Das Vorleistungsrisiko entsteht am Erfüllungstag für jeden der Kontrahenten, weil ein Kontrahent bei seiner Leistung nicht mit Sicherheit weiß, ob der andere Kontrahent ebenfalls zu jenem Zeitpunkt seine Gegenleistung erbracht hat. Beim Termingeschäft liegt der beiderseitige Erfüllungstag noch weiter in der Zukunft, meist bei mindestens 1–12 Monaten oder länger, so dass die Gefahr der Insolvenz der Gegenpartei weiter zunimmt.
Das Bankwesen ist von dieser Gefahr asynchroner Abwicklung insbesondere bei Kassa- und Termingeschäften betroffen. Das Risiko, dass die eine Partei eines Devisenhandelsgeschäfts die von ihr verkaufte Währung auszahlt, ohne die von ihr gekaufte Währung zu erhalten, wird als Erfüllungsrisiko bei Devisenhandelstransaktionen oder als „Herstatt-Risiko“ bezeichnet. Dieses Risiko besteht solange, wie Kreditinstitute untereinander ihre Transaktionen bilateral abwickeln. Eine Möglichkeit, Erfüllungsrisiken gegenseitig zu minimieren, besteht im Abschluss von bilateralen oder multilateralen Nettingvereinbarungen. Schalten Banken jedoch eine dritte Partei für Vermittlungszwecke ein und beauftragen diese, die Zahlung und Lieferung zu übernehmen, wird unter bestimmten Voraussetzungen das Erfüllungsrisiko ausgeschaltet.
Um das Problem des Erfüllungsrisikos asynchroner Abwicklung zu lösen, präsentierte 1995 die Bank für Internationalen Zahlungsausgleich (BIZ) einen Lösungsansatz auf der Grundlage des Prinzips „Zahlung gegen Zahlung“. In einer Weiterentwicklung dieses Ansatzes gründeten die G20-Banken im Juli 1997 ein zweckgebundenes Finanzinstitut, die CLS Bank International. Die CLS-Bank nahm im September 2002 ihren Betrieb auf und wickelt seither Transaktionen in 17 Währungen ab, die etwa 94 % des weltweit täglich gehandelten Devisenvolumens repräsentieren. Innerhalb des CLS-Systems wird zwischen Abwicklung von Transaktionen und Ein- bzw. Auszahlungen, d. h. Zahlungen im Verhältnis der CLS-Mitglieder und der CLS-Bank untereinander, differenziert. Das Prinzip „Zahlung gegen Zahlung“ führt dazu, dass die Mitglieder auf ihren CLS-Konten jederzeit einen nicht negativen Gesamtsaldo (sämtlicher Währungen zusammengenommen) ausweisen müssen und deshalb insgesamt über keinen Intraday-Überziehungskredit verfügen. Am Ende des Tages ist der Saldo ihrer CLS-Konten immer null.

## Aufsichtsrechtliche Regelung
Wegen der Gefahr des Ausfalls von Gegenparteien befasst sich die in allen EU-Mitgliedstaaten geltende Kapitaladäquanzverordnung (englische Abkürzung CRR) sehr ausführlich mit dem Ausfallrisiko. Ein Vorleistungsrisiko besteht nach Art. 379 Abs. 1 CRR, wenn ein Kreditinstitut
- Wertpapiere, Fremdwährungen oder Waren bezahlt hat, bevor es diese erhalten hat oder
- Wertpapiere, Fremdwährungen oder Waren geliefert hat, bevor es deren Bezahlung erhalten hat oder
- bei grenzüberschreitenden Geschäften, wenn seit der Zahlung bzw. Lieferung mindestens ein Tag vergangen ist.

Da es bei Kassa- und Termingeschäften regelmäßig eine Gegenpartei gibt, ist deren Kreditwürdigkeit nach Art. 286 Abs. 2a CRR vor Eingehung einer Geschäftsbeziehung zu prüfen, um das Gegenparteiausfallrisiko einschätzen zu können. Das Gegenparteiausfallrisiko ist nach Art. 272 Abs. 1 CRR das „Risiko des Ausfalls der Gegenpartei eines Geschäfts vor der abschließenden Abwicklung der mit diesem Geschäft verbundenen Zahlungen“. Im Rahmen von Kreditentscheidungen sind dann zur Limitierung derartiger Risiken bankinterne „Settlement“- oder Anschaffungslimite bei Kassageschäften für jede Gegenpartei einzuräumen, um das Geschäftsvolumen jeder einzelnen Gegenpartei zu limitieren. Die Termingeschäfte werden während ihrer Laufzeit im Limit für das Wiedereindeckungsrisiko (englisch pre-settlement limit) verbucht, da das Wiedereindeckungsrisiko zeitlich vor dem Erfüllungstag mit dem dann einhergehenden Erfüllungsrisiko betrachtet wird. Die jeweils im vorgesehenen Limit verbuchten Geschäfte gehören zur Risikoposition, die mit Eigenmitteln zu unterlegen ist, wenn von der ersten vertraglich vorgesehenen Leistung bis zu vier Tage nach der zweiten vorgesehenen Leistung vergehen. Am Erfüllungstag sind die im „pre-settlement limit“ verbuchten Geschäfte in das „Settlement“-Limit zu übertragen, weil dann dogmatisch ein Erfüllungsrisiko vorliegt.

## Arten
Kassa- und Termingeschäfte werden zwischen Kreditinstituten (Interbankenhandel) und Nichtbanken abgeschlossen. Das Vorleistungsrisiko taucht in beiden Fällen auf. Im Interbankenhandel kann die Erfüllung entweder direkt zwischen den Gegenparteien erfolgen oder über Clearinghäuser oder Zentralverwahrer. Wird eine dieser beiden Institutionen eingeschaltet, so entfällt das Abwicklungs- und Vorleistungsrisiko. Das liegt daran, dass ein Clearing – und damit die Erfüllung – erst dann vollzogen ist, wenn die Lieferung und Bezahlung der beiden Kontrahenten beim Clearinghaus vorliegt und spiegelbildlich übereinstimmt (Abgleich, englisch matching). Das System speichert dabei die Kontraktdaten und stellt übereinstimmende Aufträge gegenüber. Bleibt die Leistung eines Kontrahenten aus, gibt es keinen Abgleich, und der vorleistende Kontrahent erhält seine Leistung zurück.

## Bilanzierung
Das Vorleistungsrisiko ist auf das Handelsbuch begrenzt, während sich das Abwicklungsrisiko auch auf das Anlagebuch eines Instituts erstreckt. Zwischen Geschäftsabschluss und Erfüllungstag handelt es sich bei Kassa- und Termingeschäften bilanziell um schwebende Geschäfte, wenn der Erfüllungstag nach dem Bilanzstichtag liegt.
Handelstag ist nach IAS 39.AG55 der Tag, an dem das bilanzierende Unternehmen die Verpflichtung zum Kauf oder Verkauf eines Vermögenswerts eingegangen ist. Erfüllungstag ist der Tag, an dem ein Vermögenswert an oder durch das bilanzierende Unternehmen geliefert wird (IAS 39.AG56). Bei Kassageschäften werden etwaige Wertschwankungen zwischen Handels- und Erfüllungstag wegen der kurzen Dauer nicht als derivative Finanzinstrumente erfasst (IAS 39.AG12). Nach IAS sind schwebende Termingeschäfte am Handelstag als finanzielle Vermögenswerte oder finanzielle Verbindlichkeiten zu bilanzieren, weil das Unternehmen seitdem das Marktpreisrisiko trägt. Allerdings hat das symmetrische Termingeschäft am Handelstag den Wert Null, weil sich Rechte und Pflichten gegenseitig noch ausgleichen. Bei asymmetrischen Termingeschäften hingegen bilanziert der Käufer die von ihm gezahlte Optionsprämie als Vermögenswert, während der Verkäufer als Stillhalter diese als Verbindlichkeit passiviert. Mit zunehmender Laufzeit kann sich der Marktwert dieser Geschäfte jedoch verändern. Das Ausfallrisiko des Kontrahenten tritt ein, wenn Termingeschäfte mit diesem einen positiven Wiederbeschaffungswert aufweisen und aus Sicht der Bank durch die Marktentwicklung eine Forderung gegen den Kontrahenten entsteht. Bilanziert werden die voraussichtlichen Wiederbeschaffungskosten bei Kreditinstituten auf der Grundlage der Kreditbewertungsanpassung nach Art. 381 ff. der Kapitaladäquanzverordnung.
Gemäß § 36 Satz 1 und 2 RechKredV ist in den Anhang eine Aufstellung über die Arten von noch nicht abgewickelten Termingeschäften aufzunehmen, die ein Erfüllungsrisiko und andere Risiken beinhalten. Hier sind die Termingeschäfte nach fremdwährungs-, zins- und preisrisikobezogenen eingeteilt.